# دتلف پیرسیگ
دتلف پیرسیگ (انگلیسی: Detlef Pirsig; ۲۲ اکتبر ۱۹۴۵ – ۹ دسامبر ۲۰۱۹) بازیکن فوتبال اهل آلمان بود.
از باشگاه‌هایی که در آن بازی کرده‌است می‌توان به باشگاه فوتبال دویسبورگ اشاره کرد.